# Ítalo Luder
Ítalo Argentino Luder (Rafaela, 31 de diciembre de 1916-Buenos Aires; 25 de mayo de 2008) fue un abogado constitucionalista y político argentino que desempeñó como presidente provisional del Senado en ejercicio del poder ejecutivo en Argentina entre el 13 de septiembre y el 16 de octubre de 1975, por la licencia de la presidenta María Estela Martínez de Perón.
Se desempeñó como diputado nacional, senador nacional, presidente provisional de la Cámara de Senadores de la Nación, convencional constituyente, ministro de Defensa y embajador en Francia. En las elecciones de 1983, convocadas para dar fin a la dictadura cívico-militar conocida como Proceso de Reorganización Nacional, fue candidato a presidente de la Nación por el Partido Justicialista, siendo derrotado por Raúl Alfonsín de la Unión Cívica Radical.

## Biografía

### Juventud y actuación hasta 1973
Ítalo Argentino Luder nació el 31 de diciembre de 1916, en la ciudad argentina de Rafaela. Hijo de Carlos Luis Luder y de Ada Colombo. Realizó sus estudios universitarios en la Universidad Nacional del Litoral en la que se recibió de abogado en 1938. En las elecciones provinciales de Santa Fe de 1946 fue candidato a diputado por el Departamento La Capital por la Unión Cívica Radical que en esos comicios integraba la Unión Democrática. En 1948 contrajo matrimonio con la maestra santafesina Isolda Fabris Palamedi (1924 - 2011) y se desempeñó como profesor de Derecho Constitucional en las principales universidades del país.
Ya elegido en 1946 Presidente de la Nación Juan Domingo Perón, Luder adhirió a su gestión y fue elegido convencional constituyente en 1949 en representación del Partido Peronista, realizando una labor destacada en la redacción de la Constitución Argentina de 1949. En 1955, fue designado por Juan Domingo Perón como su abogado defensor en el juicio por «traición a la patria» que le realizara el gobierno militar que lo derrocó como presidente.

### Entre 1973 y 1983

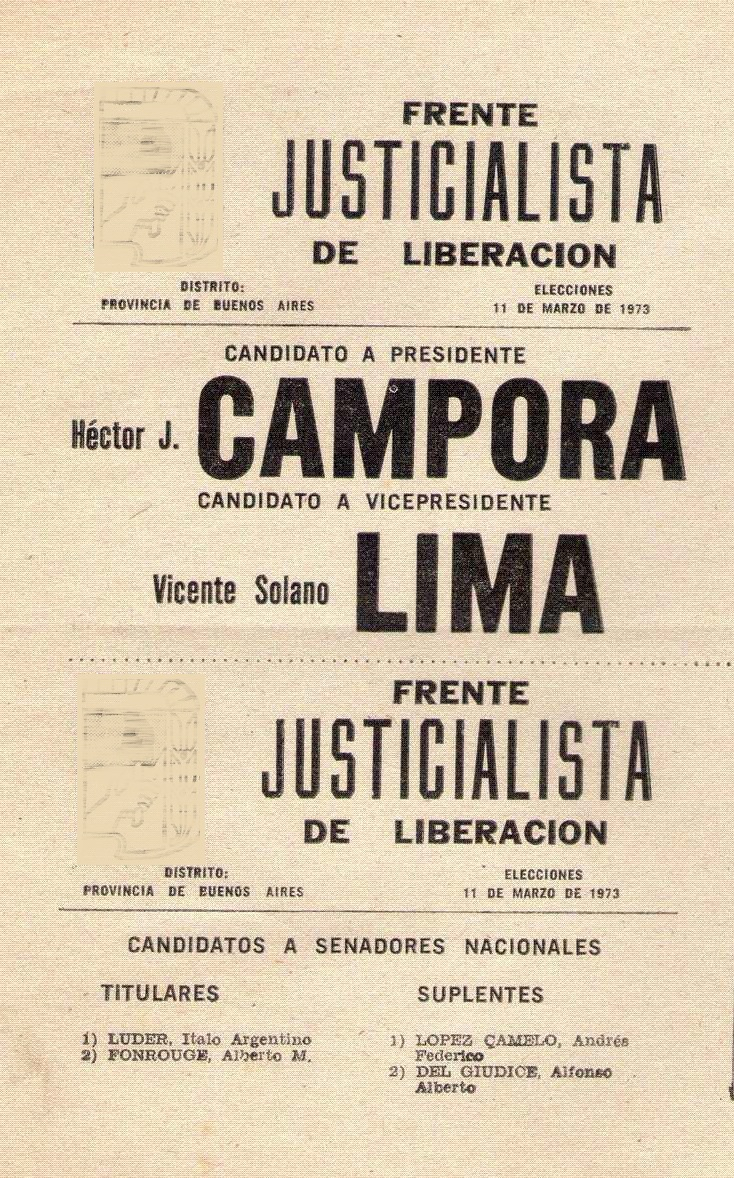
Boleta electoral de 1973 con la candidatura de Luder al Senado

En 1973, Luder fue elegido senador por el Frente Justicialista de Liberación Nacional (FREJULI) en las elecciones que consagraron presidente al candidato del justicialismo Héctor José Cámpora, tras el fin de la dictadura de Alejandro Lanusse.
Luder se caracterizó siempre por adoptar una actitud moderada que le ganó el respeto del mundo político, tanto dentro como fuera de su partido, manteniendo también relaciones fluidas con las Fuerzas Armadas. A mediados de 1975, la figura de Luder adquirió relevancia al constituirse en uno de los referentes del peronismo que enfrentaban al ministro de Bienestar Social José López Rega, líder del sector de extrema derecha del gobierno e impulsor del grupo parapolicial Triple A. En esos momentos y hasta el golpe de Estado del 24 de marzo de 1976 Luder emergió como un candidato eventual para reemplazar a la presidenta María Estela Martínez de Perón, conocida popularmente como «Isabelita».
Luego de la huelga general del 7 y 8 de julio, declarada por la Confederación General del Trabajo (CGT), que causó la caída de López Rega, Luder fue elegido presidente de la Cámara de Senadores, el 11 de julio, designación que lo ubicó en primer lugar en la línea sucesoria presidencial, para el caso de renuncia o remoción de la Presidente. Ese mismo día se aprobó la Ley 20 972 de Acefalía, que constituyó una clara indicación de los planes que existían en el mundo político, orientados a promover el reemplazo de la presidenta Martínez de Perón.
El 13 de septiembre de 1975 la presidenta Martínez solicitó licencia por motivos de salud, asumiendo Luder, la primera magistratura del país, hasta el 17 de octubre, en que regresaría la presidenta. Durante su ejercicio de la presidencia, Luder firmó los decretos 2770, 2771, y 2772 creando un Consejo de Seguridad Interior integrado por el presidente y los jefes de las fuerzas armadas, y extendiendo a todo el país la política de «aniquilar» el accionar de los «elementos subversivos» que había sido iniciada pocos meses antes, con el Operativo Independencia desarrollado en Tucumán.
Luder se mantuvo activo durante el período de gobierno militar, y representó al Partido Justicialista (peronista) en la Multipartidaria formada en 1981 por los cinco principales partidos políticos para promover el retorno a un gobierno democrático.

### Desde 1983
A partir del derrocamiento de Perón en 1955 el Partido Justicialista se convirtió en un partido de base sindical de facto ya que las organizaciones gremiales eran el único instrumento político disponible para el peronismo, con lo cual los políticos y activistas dependían en gran medida de los sindicatos. Después de la muerte de Perón, y ante la carencia del PJ de una estructura territorial estable o de una cantidad importante de dirigentes con bases de apoyo independientes, los sindicatos estuvieron en una posición privilegiada para hacerse cargo de la conducción, máxime después de su participación en la destitución de José López Rega, lo que se evidenció con la virtual imposición de las 62 Organizaciones en las designaciones de Antonio Cafiero como ministro de Economía y de Carlos Ruckauf como ministro de Trabajo.
Durante la dictadura militar, con la actividad política prohibida y muchos dirigentes presos o exiliados, los sindicatos fueron centros de la actividad política peronista y de refugio de políticos a los que proporcionaban empleo, como fue el caso de Eduardo Duhalde, Antonio Cafiero, Vicente Joga, Rubén Marín, José María Vernet, Carlos Ruckauf y una docena de legisladores. Los sindicatos aportaban el uso de sus locales, imprimían propaganda partidaria y contribuían con activistas. Estaban en condiciones de mantener contacto con sus afiliados y, gracias a su relación con los empresarios, intervenían activamente en la recolección de aportes para la campaña electoral.  
Luego de la derrota argentina en la Guerra de Las Malvinas en 1982, y el colapso subsiguiente de la dictadura militar, que llevó a la decisión de convocar a elecciones en 1983 el gobierno militar dictó un nuevo estatuto para los partidos políticos y hubo una afiliación masiva de ciudadanos que iba más allá de las limitaciones los partidos políticos y de la mayoría de sus dirigentes. En 1982 formarían parte de la llamada Multipartidaria Nacional, integrada por los partidos Unión Cívica Radical, Partido Justicialista, Intransigente, Demócrata y el Movimiento de Integración y Desarrollo, que tuvo como objetivo presionar a la dictadura militar conocida como Proceso de Reorganización Nacional (1976-1983) para que abandonara el poder y se estableciera un régimen democrático.
Para ese entonces el Partido Justicialista estaba dominado por la derecha política y sindical; su presidenta Isabel Martínez se mantenía fuera del país y no respondía a las comunicaciones enviadas desde Argentina pero había recibido al almirante Emilio Eduardo Massera y Lorenzo Miguel –líder de la Unión Obrera Metalúrgica y de las 62 Organizaciones tenía una influencia decisoria en la designación de los candidatos.
Los principales integrantes del poder sindical peronista iniciaron con los militares gobernantes diálogos que incluso trascendieron a la prensa y limitaron sus críticas, dando pie a que durante la campaña electoral el radicalismo denunciara lo que denominaron pacto militar-sindical, lo que contribuyó a que en la elección recibiera votos de una parte del electorado tradicionalmente peronista. Luder fue elegido candidato a presidente de la Nación Argentina, representando al Partido Justicialista, acompañado en la fórmula por Deolindo Felipe Bittel como candidato a vicepresidente, posteriormente ratificado luego en una convención partidaria el 6 de septiembre de 1983 a la que no asistió su presidenta Isabel Perón pese a los reiterados pedidos que se le cursaron.  
Al finalizar la campaña electoral el Partido Justicialista tenía 3,5 millones de afiliados y la Unión Cívica Radical registraba 1,4 millones de adherentes. La campaña del peronismo contó con los recursos del sindicalismo y estuvo a cargo de un grupo publicitario, “Equipos de difusión” creado por Enrique Albistur en 1973.
La estrategia electoral del PJ se centró en los que consideraba votantes peronistas tradicionales y en el afán de “reforzar las lealtades”, descuidando la captación del electorado independiente. Los dirigentes exaltaban la figura de Isabel Perón, que estaba ampliamente desvalorizada y cuya ausencia del país era evidente y usaron el lenguaje y los símbolos evocativos de los conflictos a menudo violentos entre peronistas y antiperonistas; el ejemplo que tuvo más difusión en ese sentido fue la imagen de Herminio Iglesias en televisión, quemando el 28 de octubre de 1983 al final del acto de cierre de campaña un ataúd con inscripciones alusivas al radicalismo en tanto el mismo día en un acto en Rosario el candidato radical reclamaba un nuevo rumbo "sin oligarquía" y "sin matones", y hacía un llamado a la unidad nacional ante una multitud que coreaba “Argentina, Argentina”.
La fórmula peronista obtuvo el 40,1% de los votos, siendo derrotados inesperadamente por Raúl Alfonsín (51,7%), candidato de la Unión Cívica Radical y la quema de un ataúd de papel con los signos radicales por parte del candidato a gobernador de la provincia de Buenos Aires, Herminio Iglesias, durante el cierre de campaña  
Varios analistas –Luis González Esteves e Ignacio Llorente, Darío Cantón, Edgardo Catterberg, Pierre Ostiguy- coinciden en que el PJ no logró un porcentaje significativo de votos entre la clase media, los empleados o los jóvenes.     
En noviembre de 1983 el dirigente peronista Miguel Unamuno hablando de la derrota dijo: “En lugar de institucionalizar la lucha por la idea, convalidamos la disputa despiadada por el espacio. No importaba el proyecto, bastaba con ‘controlar el aparato’ y ante una opinión pública cuyos reclamos se habían reducido…a lo elemental –justicia y seguridad- exhibimos tan solo una codicia y un uso indiscriminado de la fuerza que paradójicamente terminaron por asemejarnos a nuestro victimario, la dictadura militar”. Por su parte Antonio Cafiero criticó en el mismo mes la afirmación de que la victoria de Alfonsín había sido producto de una maquinaria publicitaria, diciendo que ese argumento era dado como si ella "no hubiera existido, aún mayor, en 1946, 1962 o 1973” y agregaba “se tiró por la borda el movimiento y se lo reemplazó por la burocracia partidaria; nos olvidamos del frente con nuestros aliados históricos para buscar apoyos electorales contra natura; cargos electivos de los más encumbrados se adjudicaron con fraude y violencia”.

Afiche de campaña del Partido Justicialista apoyando la candidatura del doctor Ítalo Argentino Luder para presidente de la nación en las elecciones de Octubre de 1983.

Una vez asumido el gobierno democrático, el presidente Alfonsín le ofreció presidir la nueva Corte Suprema de Justicia de la Nación, ofrecimiento que Luder rechazó debido a su decisión de dedicarse a la reorganización del peronismo, luego de la derrota electoral. En 1987 encabezó la lista de diputados nacionales del Partido Justicialista en la provincia de Buenos Aires, resultando triunfador con el 45,8% de los votos. Por su trayectoria tras la restauración de la democracia recibió un Premio Konex - Diploma al Mérito en 1988.
Durante el primer mandato del presidente Carlos Menem (1989-1995), Luder se desempeñó brevemente como ministro de Defensa, para ser designado con posterioridad, embajador argentino en Francia.
En los últimos años de su vida padeció el mal de Alzheimer, y falleció el 25 de mayo de 2008, a los 91 años de edad. Sus restos fueron sepultados al día siguiente, en un cementerio privado de Pilar.

## Publicaciones
- Luder, Ítalo (1951). La política social de la Constitución, La Plata.
- Luder, Ítalo (1959). "Sociología del Parlamento", Revista Mexicana de Sociología, Vol. 21, Nº 2 (may-ago., 1959), pp. 621-638, Universidad Nacional Autónoma de México.
- Luder, Ítalo (1974). La Argentina y sus claves geopolíticas, Buenos Aires: Eudeba.

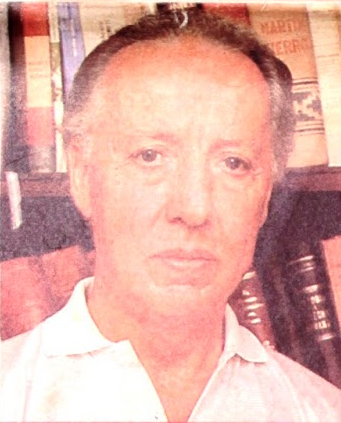
Luder en Febrero de 1983, fotografiado para Clarín.